# 2023-as Formula–1 világbajnokság
A 2023-as Formula–1 világbajnokság sorrendben a 74. Formula–1-es szezon volt. A bajnokságot a Nemzetközi Automobil Szövetség szervezte és bonyolította le.

## Az új Formula–1

### A versenyhétvégék felépítése
Michael Masi, az F1 volt versenyigazgatója elmondta, hogy a 2022-ben bevezetni kívánt sportszabályokat végül egy évvel később, 2023-ban fogják bevezetni. A Formula–1 jelentős változtatásokat tervezett eszközölni a sportágban, amibe többek között beletartozik a csütörtöki médianap törlése és az új sprintkvalifikációs formátum finomítása. Az egyik legjobban várt változtatás a hétvége lerövidítése volt, ami megkönnyíti a csapatok számára, hogy megbirkózzanak a 23 futamból álló versenynaptárral. Michael Masi azt is elmondta, hogy a koronavírus-járvány mellett ez egy olyan dolog, amit inkább elhalasztanának 12 hónappal és a csapatokkal közösen döntöttek így.

### A versenynaptár bővítése és változtatásai
- Visszatér a katari nagydíj, ami 2022-ben nem került megrendezésre a Katari labdarúgó-világbajnokság miatt.
- A katari és a szaúd-arábiai nagydíjat eredetileg új, erre a célra épített pályákra tervezték áthelyezni, de marad Loszaílban és Dzsiddában.
- A Las Vegas-i nagydíj 40 év után bekerült a 2023-as naptárba. Egy új vonalvezetésen, a belváros híres útján, a Las Vegas Stripen kerül megrendezésre a futam. Ez lesz a harmadik futam egy szezonban az Amerikai Egyesült Államokban.
- Az orosz nagydíj eredetileg szerepelt a 2023-as naptárban. Azt is tervezték, hogy a Sochi Autodromról a Szentpétervárnál lévő Igora Drive Autodrome-ra költöztessék a nagydíjat, de a szerződést felbontották a 2022-es orosz-ukrán háború miatt.
- A francia nagydíj nem szerepel a 2023-as naptárban, bár a nagydíj szervezői kijelentették, hogy rotációs versenymegállapodásra törekednek, ha megosztják a helyet más nagydíjakkal is.
- A kínai nagydíjat a koronavírus-járvány miatt nem rendezik meg a szezonban.[2]
- Ebben a szezonban 6 sprintfutamot fognak rendezni, új szabályokkal módosítva. A sprintek helyszínei: Azerbajdzsán, Ausztria, Belgium, Katar, az Egyesült Államok és Brazília.
- A szingapúri és a spanyol nagydíj jelenlegi pályáján kis mértékben változtattak a szervezők.
- 2023. május 17-én az Emilia-Romagna régiót sújtó esőzések, árvizek és az emiatt kialakult veszélyhelyzet miatt a Formula–1 vezetése, a verseny szervezői és a hatóságok közösen úgy döntöttek, hogy törlik az emilia-romagnai nagydíjat.[3]

## Átigazolások

### Csapatváltások
- Fernando Alonso; Alpine pilóta → Aston Martin pilóta[4]
- Pierre Gasly; AlphaTauri pilóta → Alpine pilóta[5]

### Újonc versenyzők
- Oscar Piastri; Alpine teszt- és fejlesztőpilóta → McLaren pilóta[6]
- Nyck de Vries; Mercedes teszt- és tartalékpilóta → AlphaTauri pilóta[7]
- Logan Sargeant; Williams teszt- és tartalékpilóta → Williams pilóta[8]

### Visszatérő versenyzők
- Nico Hülkenberg; Aston Martin teszt- és tartalékpilóta → Haas pilóta[9]
- Daniel Ricciardo; Red Bull tartalékpilóta → AlphaTauri pilóta[10]

### Távozó versenyzők
- Sebastian Vettel; Aston Martin pilóta → visszavonult[11]
- Daniel Ricciardo; McLaren pilóta → Red Bull tartalékpilóta[12]
- Nicholas Latifi; Williams pilóta → ? [13][14]
- Mick Schumacher; Haas pilóta → Mercedes tartalékpilóta[15]
- Nyck de Vries; AlphaTauri pilóta → Formula–E, Mahindra Racing pilóta[16][17]

### Csapatfőnökváltások
- Mattia Binotto, Ferrari csapatfőnök → lemondott[18]
- Jost Capito; Williams csapatfőnök → lemondott[19]
- Andreas Seidl; McLaren csapatfőnök → Alfa Romeo vezérigazgató[20]
- Frédéric Vasseur; Alfa Romeo csapatfőnök → Ferrari csapatfőnök[21]
- Andrea Stella; McLaren műszaki igazgató → McLaren csapatfőnök[22]
- James Vowles; Mercedes főstratéga → Williams csapatfőnök[23]
- Alessandro Alunni Bravi; Sauber  ügyvezető igazgató → Alfa Romeo csapatfőnök[24]
- Otmar Szafnauer; Alpine csapatfőnök → ?
- Bruno Famin; Alpine  motorfejlesztéséért felelős vezérigazgató → Alpine  csapatfőnök[25][26]

### Év közbeni pilótacserék
- Nyck de Vriest a brit nagydíj után elbocsátották, a magyar nagydíjtól már  Daniel Ricciardo indult.[27]
- Daniel Ricciardo a holland nagydíj pénteki szabadedzésén balesetet szenvedett, melynek következtében eltört a karja, ezért a hétvége hátralévő részén, később a következő négy futamon is  Liam Lawson helyettesítette.[28]

## A szezon előtt
Új autófejlesztések
| Konstruktőr  | Autó  | Bemutató ideje | Bemutató helye | Forrás        |
| ------------ | ----- | -------------- | -------------- | ------------- |
| Red Bull     | RB19  | február 3.     | New York       | [ 29 ] [ 30 ] |
| Ferrari      | SF-23 | február 14.    | Maranello      | [ 31 ] [ 32 ] |
| Mercedes     | W14   | február 15.    | Silverstone    | [ 34 ] [ 35 ] |
| Alpine       | A523  | február 16.    | London         | [ 36 ] [ 37 ] |
| McLaren      | MCL60 | február 13.    | Woking         | [ 38 ] [ 39 ] |
| Alfa Romeo   | C43   | február 7.     | Zürich         | [ 40 ] [ 41 ] |
| Haas         | VF-23 | január 31.     | online         | [ 42 ]        |
| AlphaTauri   | AT04  | február 11.    | New York       | [ 43 ]        |
| Aston Martin | AMR23 | február 13.    | Silverstone    | [ 45 ] [ 46 ] |
| Williams     | FW45  | február 6.     | online         | [ 47 ]        |

Tesztek
| Dátum       | Pálya                         | Város  | Pályarajz | Leggyorsabb versenyző | Csapat              | Idő      | Kör |
| ----------- | ----------------------------- | ------ | --------- | --------------------- | ------------------- | -------- | --- |
| Február 23. | Bahrain International Circuit | Szahír | Szahír    | Max Verstappen        | Red Bull-Honda RBPT | 1:32,837 | 157 |
| Február 24. | Bahrain International Circuit | Szahír | Szahír    | Csou Kuan-jü          | Alfa Romeo-Ferrari  | 1:31,610 | 133 |
| Február 25. | Bahrain International Circuit | Szahír | Szahír    | Sergio Pérez          | Red Bull-Honda RBPT | 1:30,305 | 133 |

## Csapatok
| Csapat                                         | Konstruktőr                  | Motor      | Gumi | Rajtszám | Versenyzők       | Versenyek    | Csapatfőnök             | Tesztversenyző(k)                    |
| ---------------------------------------------- | ---------------------------- | ---------- | ---- | -------- | ---------------- | ------------ | ----------------------- | ------------------------------------ |
| Oracle Red Bull Racing                         | Red Bull Racing-Honda RBPT   | Honda RBPT | P    | 1        | Max Verstappen   | 1–22         | Christian Horner        | Daniel Ricciardo                     |
| Oracle Red Bull Racing                         | Red Bull Racing-Honda RBPT   | Honda RBPT | P    | 11       | Sergio Pérez     | 1–22         | Christian Horner        | Daniel Ricciardo                     |
| Scuderia Ferrari                               | Ferrari                      | Ferrari    | P    | 16       | Charles Leclerc  | 1–22         | Frédéric Vasseur        | Antonio Giovinazzi Robert Svarcman   |
| Scuderia Ferrari                               | Ferrari                      | Ferrari    | P    | 55       | Carlos Sainz Jr. | 1–22         | Frédéric Vasseur        | Antonio Giovinazzi Robert Svarcman   |
| Mercedes-AMG Petronas Formula One Team         | Mercedes                     | Mercedes   | P    | 44       | Lewis Hamilton   | 1–22         | Toto Wolff              | Mick Schumacher                      |
| Mercedes-AMG Petronas Formula One Team         | Mercedes                     | Mercedes   | P    | 63       | George Russell   | 1–22         | Toto Wolff              | Mick Schumacher                      |
| BWT Alpine F1 Team                             | Alpine-Renault               | Renault    | P    | 10       | Pierre Gasly     | 1–22         | Bruno Famin             | Jack Doohan                          |
| BWT Alpine F1 Team                             | Alpine-Renault               | Renault    | P    | 31       | Esteban Ocon     | 1–22         | Bruno Famin             | Jack Doohan                          |
| McLaren F1 Team                                | McLaren-Mercedes             | Mercedes   | P    | 4        | Lando Norris     | 1–22         | Andrea Stella           | Álex Palou Mick Schumacher           |
| McLaren F1 Team                                | McLaren-Mercedes             | Mercedes   | P    | 81       | Oscar Piastri    | 1–22         | Andrea Stella           | Álex Palou Mick Schumacher           |
| Alfa Romeo F1 Team Stake                       | Alfa Romeo-Ferrari           | Ferrari    | P    | 24       | Csou Kuan-jü     | 1–22         | Alessandro Alunni Bravi | Théo Pourchaire                      |
| Alfa Romeo F1 Team Stake                       | Alfa Romeo-Ferrari           | Ferrari    | P    | 77       | Valtteri Bottas  | 1–22         | Alessandro Alunni Bravi | Théo Pourchaire                      |
| Aston Martin Aramco Cognizant Formula One Team | Aston Martin Aramco-Mercedes | Mercedes   | P    | 14       | Fernando Alonso  | 1–22         | Mike Krack              | Stoffel Vandoorne Felipe Drugovich   |
| Aston Martin Aramco Cognizant Formula One Team | Aston Martin Aramco-Mercedes | Mercedes   | P    | 18       | Lance Stroll     | 1–22         | Mike Krack              | Stoffel Vandoorne Felipe Drugovich   |
| MoneyGram Haas F1 Team                         | Haas-Ferrari                 | Ferrari    | P    | 20       | Kevin Magnussen  | 1–22         | Günther Steiner         | Antonio Giovinazzi Pietro Fittipaldi |
| MoneyGram Haas F1 Team                         | Haas-Ferrari                 | Ferrari    | P    | 27       | Nico Hülkenberg  | 1–22         | Günther Steiner         | Antonio Giovinazzi Pietro Fittipaldi |
| Scuderia AlphaTauri Orlen                      | AlphaTauri-Honda RBPT        | Honda RBPT | P    | 21       | Nyck de Vries    | 1–10         | Franz Tost              | Liam Lawson                          |
| Scuderia AlphaTauri Orlen                      | AlphaTauri-Honda RBPT        | Honda RBPT | P    | 22       | Cunoda Júki      | 1–22         | Franz Tost              | Liam Lawson                          |
| Scuderia AlphaTauri Orlen                      | AlphaTauri-Honda RBPT        | Honda RBPT | P    | 3        | Daniel Ricciardo | 11–12, 18–22 | Franz Tost              | Liam Lawson                          |
| Scuderia AlphaTauri Orlen                      | AlphaTauri-Honda RBPT        | Honda RBPT | P    | 40       | Liam Lawson      | 13–17        | Franz Tost              | Liam Lawson                          |
| Williams Racing                                | Williams-Mercedes            | Mercedes   | P    | 23       | Alexander Albon  | 1–22         | James Vowles            | Mick Schumacher                      |
| Williams Racing                                | Williams-Mercedes            | Mercedes   | P    | 2        | Logan Sargeant   | 1–22         | James Vowles            | Mick Schumacher                      |

### Pénteki tesztpilóták
Az alábbi táblázat azokat a tesztpilótákat sorolja fel, akik lehetőséget kaptak a szezon folyamán, hogy pénteki szabadedzéseken az autóba üljenek.
| Csapat                       | Rajtszám | Pilóta           | Futam(ok)        | Forrás(ok)    |
| ---------------------------- | -------- | ---------------- | ---------------- | ------------- |
| Mercedes                     | 42       | Frederik Vesti   | 19, 22 (MXC,ABU) | [ 63 ] [ 64 ] |
| McLaren-Mercedes             | 29       | Pato O’Ward      | 22 (ABU)         | [ 65 ]        |
| Aston Martin Aramco-Mercedes | 34       | Felipe Drugovich | 14, 22 (ITA,ABU) | [ 66 ] [ 67 ] |
| Red Bull Racing-Honda RBPT   | 37       | Isack Hadjar     | 22 (ABU)         | [ 68 ]        |
| Red Bull Racing-Honda RBPT   | 36       | Jake Dennis      | 22 (ABU)         | [ 68 ]        |
| Ferrari                      | 39       | Robert Svarcman  | 13, 22 (NED,ABU) | [ 69 ] [ 70 ] |
| AlphaTauri-Honda RBPT        | 41       | Isack Hadjar     | 19 (MXC)         | [ 63 ]        |
| Williams-Mercedes            | 45       | Zak O’Sullivan   | 22 (ABU)         | [ 71 ]        |
| Alfa Romeo-Ferrari           | 98       | Théo Pourchaire  | 19, 22 (MXC,ABU) | [ 63 ] [ 72 ] |
| Haas-Ferrari                 | 50       | Oliver Bearman   | 19, 22 (MXC,ABU) | [ 63 ] [ 73 ] |
| Alpine-Renault               | 61       | Jack Doohan      | 19, 22 (MXC,ABU) | [ 63 ] [ 74 ] |

## Versenynaptár
A teljes, hivatalos 2023-as versenynaptár
| Verseny | Hivatalos név                                          | Nagydíj               | Pálya                          | Város       | Versenyhétvége dátuma           | Pályarajz   | Forrás |
| ------- | ------------------------------------------------------ | --------------------- | ------------------------------ | ----------- | ------------------------------- | ----------- | ------ |
| 1       | Formula 1 Gulf Air Bahrain Grand Prix 2023             | Bahreini nagydíj      | Bahrain International Circuit  | Szahír      | március 3. - március 5.         | Szahír      | [ 75 ] |
| 2       | Formula 1 STC Saudi Arabian Grand Prix 2023            | Szaúd-arábiai nagydíj | Jeddah Street Circuit          | Dzsidda     | március 17. - március 19.       | Dzsidda     |        |
| 3       | Formula 1 Rolex Australian Grand Prix 2023             | Ausztrál nagydíj      | Albert Park Grand Prix Circuit | Melbourne   | március 31. - április 2.        | Melbourne   | [ 76 ] |
| 4       | Formula 1 Azerbaijan Grand Prix 2023                   | Azeri nagydíj         | Baku City Circuit              | Baku        | április 28. - április 30.       | Baku        | [ 77 ] |
| 5       | Formula 1 Crypto.com Miami Grand Prix 2023             | Miami nagydíj         | Hard Rock Stadium Circuit      | Miami       | május 5. - május 7.             | Miami       | [ 78 ] |
| 6       | Formula 1 Grand Prix De Monaco 2023                    | Monacói nagydíj       | Circuit de Monaco              | Monaco      | május 26. - május 28.           | Monte-Carlo |        |
| 7       | Formula 1 AWS Gran Premio De España 2023               | Spanyol nagydíj       | Circuit de Barcelona-Catalunya | Montmeló    | június 2. - június 4.           | Barcelona   | [ 79 ] |
| 8       | Formula 1 Pirelli Grand Prix Du Canada 2023            | Kanadai nagydíj       | Circuit Gilles Villeneuve      | Montréal    | június 16. - június 18.         | Montréal    | [ 80 ] |
| 9       | Formula 1 Grosser Preis Von Österreich 2023            | Osztrák nagydíj       | Red Bull Ring                  | Spielberg   | június 30. - július 2.          | Spielberg   |        |
| 10      | Formula 1 Aramco British Grand Prix 2023               | Brit nagydíj          | Silverstone Circuit            | Silverstone | július 7. - július 9.           | Silverstone | [ 81 ] |
| 11      | Formula 1 Qatar Airways Hungarian Grand Prix 2023      | Magyar nagydíj        | Hungaroring                    | Mogyoród    | július 21. - július 23.         | Mogyoród    | [ 82 ] |
| 12      | Formula 1 MSC Cruises Belgian Grand Prix 2023          | Belga nagydíj         | Circuit de Spa-Francorchamps   | Stavelot    | július 28. - július 30.         |             | [ 83 ] |
| 13      | Formula 1 Heineken Dutch Grand Prix 2023               | Holland nagydíj       | Circuit Zandvoort              | Zandvoort   | augusztus 25. - augusztus 27.   |             | [ 84 ] |
| 14      | Formula 1 Pirelli Gran Premio D’italia 2023            | Olasz nagydíj         | Autodromo Nazionale Monza      | Monza       | szeptember 1. - szeptember 3.   | Monza       | [ 85 ] |
| 15      | Formula 1 Singapore Airlines Singapore Grand Prix 2023 | Szingapúri nagydíj    | Singapore Street Circuit       | Szingapúr   | szeptember 15. - szeptember 17. | Szingapúr   | [ 86 ] |
| 16      | Formula 1 Lenovo Japanese Grand Prix 2023              | Japán nagydíj         | Suzuka Circuit                 | Szuzuka     | szeptember 22. - szeptember 24. | Szuzuka     | [ 87 ] |
| 17      | Formula 1 Qatar Airways Qatar Grand Prix 2023          | Katari nagydíj        | Losail International Circuit   | Loszaíl     | október 6. - október 8.         | Doha        | [ 88 ] |
| 18      | Formula 1 Lenovo United States Grand Prix 2023         | Amerikai nagydíj      | Circuit of the Americas        | Austin      | október 20. - október 22.       |             | [ 89 ] |
| 19      | Formula 1 Gran Premio De La Ciudad México 2023         | Mexikóvárosi nagydíj  | Autódromo Hermanos Rodríguez   | Mexikóváros | október 27. - október 29.       | Mexikóváros |        |
| 20      | Formula 1 Rolex Grande Prêmio De São Paulo 2023        | São Paulo-i nagydíj   | Autódromo José Carlos Pace     | São Paulo   | november 3. - november 5.       | Interlagos  | [ 90 ] |
| 21      | Formula 1 Heineken Silver Las Vegas Grand Prix 2023    | Las Vegas-i nagydíj   | Las Vegas Strip Circuit        | Las Vegas   | november 16. - november 18.     | Las Vegas   | [ 91 ] |
| 22      | Formula 1 Etihad Airways Abu Dhabi Grand Prix 2023     | Abu-Dzabi nagydíj     | Yas Marina Circuit             | Abu-Dzabi   | november 24. - november 26.     | Abu-Dzabi   | [ 92 ] |

| Nagydíj                 | Pálya                          | Város         | Eredeti dátum | Pályarajz | Státusz | Törlés/felfüggesztés indoka:        |
| ----------------------- | ------------------------------ | ------------- | ------------- | --------- | ------- | ----------------------------------- |
| Kínai nagydíj           | Shanghai International Circuit | Sanghaj       | április 16.   | Sanghaj   | Törölve | Covid19-pandémia                    |
| Orosz nagydíj           | Igora Drive Autodrome          | Szentpétervár | Nem ismert    |           | Törölve | 2022-es orosz invázió Ukrajna ellen |
| Emilia-romagnai nagydíj | Autodromo Enzo e Dino Ferrari  | Imola         | május 21.     | Imola     | Törölve | Heves esőzések és áradások          |

## Nagydíjak
| #  | Nagydíj               | Pole-pozíció     | Sprintfutam győztese | Győztes pilóta   | Győztes konstruktőr | Leggyorsabb kör | A nap versenyzője | Összefoglaló | Listavezető    | Előny |
| -- | --------------------- | ---------------- | -------------------- | ---------------- | ------------------- | --------------- | ----------------- | ------------ | -------------- | ----- |
| 1  | Bahreini nagydíj      | Max Verstappen   | Nem rendeztek        | Max Verstappen   | Red Bull            | Csou Kuan-jü    | Fernando Alonso   | Összefoglaló | Max Verstappen | 7     |
| 2  | Szaúd-arábiai nagydíj | Sergio Pérez     | Nem rendeztek        | Sergio Pérez     | Red Bull            | Max Verstappen  | Max Verstappen    | Összefoglaló | Max Verstappen | 1     |
| 3  | Ausztrál nagydíj      | Max Verstappen   | Nem rendeztek        | Max Verstappen   | Red Bull            | Sergio Pérez    | Sergio Pérez      | Összefoglaló | Max Verstappen | 15    |
| 4  | Azeri nagydíj         | Charles Leclerc  | Sergio Pérez         | Sergio Pérez     | Red Bull            | George Russell  | Sergio Pérez      | Összefoglaló | Max Verstappen | 6     |
| 5  | Miami nagydíj         | Sergio Pérez     | Nem rendeztek        | Max Verstappen   | Red Bull            | Max Verstappen  | Max Verstappen    | Összefoglaló | Max Verstappen | 14    |
| 6  | Monacói nagydíj       | Max Verstappen   | Nem rendeztek        | Max Verstappen   | Red Bull            | Lewis Hamilton  | Esteban Ocon      | Összefoglaló | Max Verstappen | 39    |
| 7  | Spanyol nagydíj       | Max Verstappen   | Nem rendeztek        | Max Verstappen   | Red Bull            | Max Verstappen  | Lewis Hamilton    | Összefoglaló | Max Verstappen | 53    |
| 8  | Kanadai nagydíj       | Max Verstappen   | Nem rendeztek        | Max Verstappen   | Red Bull            | Sergio Pérez    | Alexander Albon   | Összefoglaló | Max Verstappen | 69    |
| 9  | Osztrák nagydíj       | Max Verstappen   | Max Verstappen       | Max Verstappen   | Red Bull            | Max Verstappen  | Lando Norris      | Összefoglaló | Max Verstappen | 81    |
| 10 | Brit nagydíj          | Max Verstappen   | Nem rendeztek        | Max Verstappen   | Red Bull            | Max Verstappen  | Lando Norris      | Összefoglaló | Max Verstappen | 99    |
| 11 | Magyar nagydíj        | Lewis Hamilton   | Nem rendeztek        | Max Verstappen   | Red Bull            | Max Verstappen  | Sergio Pérez      | Összefoglaló | Max Verstappen | 110   |
| 12 | Belga nagydíj         | Charles Leclerc  | Max Verstappen       | Max Verstappen   | Red Bull            | Lewis Hamilton  | Max Verstappen    | Összefoglaló | Max Verstappen | 125   |
| 13 | Holland nagydíj       | Max Verstappen   | Nem rendeztek        | Max Verstappen   | Red Bull            | Fernando Alonso | Fernando Alonso   | Összefoglaló | Max Verstappen | 138   |
| 14 | Olasz nagydíj         | Carlos Sainz Jr. | Nem rendeztek        | Max Verstappen   | Red Bull            | Oscar Piastri   | Carlos Sainz Jr.  | Összefoglaló | Max Verstappen | 145   |
| 15 | Szingapúri nagydíj    | Carlos Sainz Jr. | Nem rendeztek        | Carlos Sainz Jr. | Ferrari             | Lewis Hamilton  | Carlos Sainz Jr.  | Összefoglaló | Max Verstappen | 151   |
| 16 | Japán nagydíj         | Max Verstappen   | Nem rendeztek        | Max Verstappen   | Red Bull            | Max Verstappen  | Oscar Piastri     | Összefoglaló | Max Verstappen | 177   |
| 17 | Katari nagydíj        | Max Verstappen   | Oscar Piastri        | Max Verstappen   | Red Bull            | Max Verstappen  | Oscar Piastri     | Összefoglaló | Max Verstappen | 209   |
| 18 | Amerikai nagydíj      | Charles Leclerc  | Max Verstappen       | Max Verstappen   | Red Bull            | Cunoda Júki     | Lando Norris      | Összefoglaló | Max Verstappen | 226   |
| 19 | Mexikóvárosi nagydíj  | Charles Leclerc  | Nem rendeztek        | Max Verstappen   | Red Bull            | Lewis Hamilton  | Lando Norris      | Összefoglaló | Max Verstappen | 251   |
| 20 | São Paulo-i nagydíj   | Max Verstappen   | Max Verstappen       | Max Verstappen   | Red Bull            | Lando Norris    | Lando Norris      | Összefoglaló | Max Verstappen | 266   |
| 21 | Las Vegas-i nagydíj   | Charles Leclerc  | Nem rendeztek        | Max Verstappen   | Red Bull            | Oscar Piastri   | Charles Leclerc   | Összefoglaló | Max Verstappen | 276   |
| 22 | Abu-dzabi nagydíj     | Max Verstappen   | Nem rendeztek        | Max Verstappen   | Red Bull            | Max Verstappen  | Cunoda Júki       | Összefoglaló | Max Verstappen | 290   |

## Eredmények
Pontozás a Sprintfutamon:
| Helyezés | 1. | 2. | 3. | 4. | 5. | 6. | 7. | 8. | 9–20. |
| -------- | -- | -- | -- | -- | -- | -- | -- | -- | ----- |
| Pont     | 8  | 7  | 6  | 5  | 4  | 3  | 2  | 1  | 0     |

Pontozás a Főfutamon:
| Helyezés | 1. | 2. | 3. | 4. | 5. | 6. | 7. | 8. | 9. | 10. | 11–20. | leggyorsabb kör |
| -------- | -- | -- | -- | -- | -- | -- | -- | -- | -- | --- | ------ | --------------- |
| Pont     | 25 | 18 | 15 | 12 | 10 | 8  | 6  | 4  | 2  | 1   | 0      | 1               |

(Félkövér: pole-pozíció, dőlt: leggyorsabb kör, aláhúzott: nap versenyzője, a színkódokról részletes információ itt található)

### Versenyzők
| #   | Versenyző        | Rajt- szám | BHR | KSA | AUS | AZE | MIA | IMO | MON | ESP | CAN | AUT | GBR | HUN | BEL | NED | ITA | SIN | JPN | QAT | USA | MXC | SAP | LVS | ABU | Pont |
| --- | ---------------- | ---------- | --- | --- | --- | --- | --- | --- | --- | --- | --- | --- | --- | --- | --- | --- | --- | --- | --- | --- | --- | --- | --- | --- | --- | ---- |
| 1.  | Max Verstappen   | 1          | 1   | 2   | 1   | 2   | 1   | 2   | 1   | 1   | 1   | 1   | 1   | 1   | 1   | 1   | 1   | 5   | 1   | 1   | 1   | 1   | 1   | 1   | 1   | 575  |
| 2.  | Sergio Pérez     | 11         | 2   | 1   | 2   | 1   | 2   | 4   | 4   | 4   | 6   | 3   | 6   | 3   | 2   | 4   | 2   | 8   | ki  | 10  | 4   | ki  | 4   | 3   | 4   | 285  |
| 3.  | Lewis Hamilton   | 44         | 5   | 5   | 2   | 6   | 6   | 4   | 4   | 2   | 3   | 8   | 3   | 4   | 4   | 6   | 6   | 3   | 5   | ki  | kiz | 2   | 8   | 7   | 9   | 234  |
| 4.  | Fernando Alonso  | 14         | 3   | 3   | 3   | 4   | 3   | 4   | 2   | 7   | 2   | 5   | 7   | 9   | 5   | 2   | 9   | 15  | 8   | 6   | ki  | ki  | 3   | 9   | 7   | 206  |
| 5.  | Gael Soler       | 21         | 7   | 4   | ki  | 8   | 4   | 4   | 5   | 3   | ki  | 7   | 5   | 6   | 6   | 17  | 5   | 16† | 7   | 4   | 5   | 6   | ki  | 8   | 3   | 175  |
| 6.  | Charles Leclerc  | 16         | ki  | 7   | ki  | 3   | 7   | 4   | 6   | 11  | 4   | 2   | 9   | 7   | 3   | ki  | 4   | 4   | 4   | 5   | kiz | 3   | ni  | 2   | 2   | 206  |
| 7.  | Carlos Sainz Jr. | 55         | 4   | 6   | 12  | 5   | 5   | 4   | 8   | 5   | 5   | 6   | 10  | 8   | ki  | 5   | 3   | 1   | 6   | ni  | 3   | 4   | 6   | 6   | 18† | 200  |
| 8.  | Lando Norris     | 4          | 17  | 17  | 6   | 9   | 17  | 4   | 9   | 17  | 13  | 4   | 2   | 2   | 7   | 7   | 8   | 2   | 2   | 3   | 2   | 5   | 2   | ki  | 5   | 205  |
| 9.  | Oscar Piastri    | 81         | ki  | 15  | 8   | 11  | 19  | 4   | 10  | 13  | 11  | 16  | 4   | 5   | ki  | 9   | 12  | 7   | 3   | 2   | ki  | 8   | 14  | 10  | 6   | 97   |
| 10. | Lance Stroll     | 18         | 6   | ki  | 4   | 7   | 12  | 4   | ki  | 6   | 9   | 9   | 14  | 10  | 9   | 11  | 16  | ni  | ki  | 11  | 7   | 17† | 5   | 5   | 10  | 74   |
| 11. | Pierre Gasly     | 10         | 9   | 9   | 13† | 14  | 8   | 4   | 7   | 10  | 12  | 10  | 18† | ki  | 11  | 3   | 15  | 6   | 10  | 12  | 6   | 11  | 7   | 11  | 13  | 62   |
| 12  | Esteban Ocon     | 31         | ki  | 8   | 14† | 15  | 9   | 4   | 3   | 8   | 8   | 14  | ki  | ki  | 8   | 10  | ki  | ki  | 9   | 7   | ki  | 10  | 10  | 4   | 12  | 58   |
| 13. | Alexander Albon  | 23         | 10  | ki  | ki  | 12  | 14  | 4   | 14  | 16  | 7   | 11  | 8   | 11  | 14  | 8   | 7   | 11  | ki  | 13  | 9   | 9   | ki  | 12  | 14  | 27   |
| 14. | Cunoda Júki      | 22         | 11  | 11  | 10  | 10  | 11  | 4   | 15  | 12  | 14  | 19  | 16  | 15  | 10  | 15  | ni  | ki  | 12  | 15  | 8   | 12  | 9   | 18† | 8   | 17   |
| 15. | Valtteri Bottas  | 77         | 8   | 18  | 11  | 18  | 13  | 4   | 11  | 19  | 10  | 15  | 12  | 12  | 12  | 14  | 10  | ki  | ki  | 8   | 12  | 15  | ki  | 17  | 19  | 10   |
| 16. | Nico Hülkenberg  | 27         | 15  | 12  | 7   | 17  | 15  | 4   | 17  | 15  | 15  | ki  | 13  | 14  | 18  | 12  | 17  | 13  | 14  | 16  | 11  | 13  | 12  | 19† | 15  | 9    |
| 17. | Daniel Ricciardo | 3          | 16  | 13  | 9   | ki  | 16  | 16  | 13  | 9   | 16  | 12  | 15  | 16  | 13  | ki  | 14  | 12  | 13  | 9   | 13  | 14  | ki  | 15  | 17  | 6    |
| 18. | Csou Kuan-jü     | 24         | 16  | 13  | 9   | ki  | 16  | 13  | 9   | 16  | 12  | 15  | 16  | 16  | 16  | 13  | ki  | 14  | 12  | 13  | 9   | 13  | 14  | ki  | 15  | 6    |
| 19. | Kevin Magnussen  | 20         | 13  | 10  | 17† | 13  | 10  | 19† | 18  | 17  | 18  | ki  | 16  | 17  | 15  | 16  | 18  | 10  | 15  | 14  | 14  | ki  | ki  | 13  | 16  | 3    |
| 20. | Logan Sargeant   | 2          | 12  | 16  | 16† | 16  | 20  | 18  | 20  | ki  | 13  | 11  | 18† | 17  | ki  | 13  | 14  | ki  | ki  | 10  | 16† | 11  | 16  | 16  | 16  | 1    |

### Konstruktőrök
| #   | Csapat                | Rajt- szám | BHR | KSA | AUS | AZE | MIA | MON | ESP | CAN | AUT | GBR | HUN | BEL | NED | ITA | SIN | JPN | QAT | USA | MXC | SAP | LVS | ABU | Pont |
| --- | --------------------- | ---------- | --- | --- | --- | --- | --- | --- | --- | --- | --- | --- | --- | --- | --- | --- | --- | --- | --- | --- | --- | --- | --- | --- | ---- |
| 1.  | Red Bull-Honda RBPT   | 1          | 1   | 2   | 1   | 2   | 1   | 1   | 1   | 1   | 1   | 1   | 1   | 1   | 1   | 1   | 5   | 1   | 1   | 1   | 1   | 1   | 1   | 1   | 860  |
| 1.  | Red Bull-Honda RBPT   | 11         | 2   | 1   | 5   | 1   | 2   | 16  | 4   | 6   | 3   | 6   | 3   | 2   | 4   | 2   | 8   | ki  | 10  | 4   | ki  | 4   | 3   | 4   | 860  |
| 2.  | Mercedes              | 44         | 5   | 5   | 2   | 5   | 6   | 4   | 2   | 3   | 8   | 3   | 4   | 4   | 6   | 6   | 3   | 5   | ki  | kiz | 2   | 8   | 7   | 9   | 409  |
| 2.  | Mercedes              | 63         | 7   | 4   | ki  | 8   | 4   | 5   | 3   | ki  | 7   | 5   | 6   | 6   | 17  | 5   | 16† | 7   | 4   | 5   | 6   | ki  | 8   | 3   | 409  |
| 3.  | Ferrari               | 16         | ki  | 7   | ki  | 3   | 7   | 6   | 11  | 4   | 2   | 9   | 7   | 3   | ki  | 4   | 4   | 4   | 5   | kiz | 3   | ni  | 2   | 2   | 406  |
| 3.  | Ferrari               | 55         | 4   | 6   | 12  | 6   | 5   | 8   | 5   | 5   | 6   | 10  | 8   | ki  | 5   | 3   | 1   | 6   | ni  | 3   | 4   | 6   | 6   | 18† | 406  |
| 4.  | McLaren-Mercedes      | 4          | 17  | 17  | 6   | 9   | 17  | 9   | 17  | 13  | 4   | 2   | 2   | 7   | 7   | 8   | 2   | 2   | 3   | 2   | 5   | 2   | ki  | 5   | 302  |
| 4.  | McLaren-Mercedes      | 81         | ki  | 15  | 8   | 11  | 19  | 10  | 13  | 11  | 16  | 4   | 5   | ki  | 9   | 12  | 7   | 3   | 2   | ki  | 8   | 14  | 10  | 6   | 302  |
| 5.  | Aston Martin-Mercedes | 14         | 3   | 3   | 3   | 4   | 3   | 2   | 7   | 2   | 5   | 7   | 9   | 5   | 2   | 9   | 15  | 8   | 6   | ki  | ki  | 3   | 9   | 7   | 280  |
| 5.  | Aston Martin-Mercedes | 18         | 6   | ki  | 4   | 7   | 12  | ki  | 6   | 9   | 9   | 14  | 10  | 9   | 11  | 16  | ni  | ki  | 11  | 7   | 17† | 5   | 5   | 10  | 280  |
| 6.  | Alpine-Renault        | 10         | 9   | 9   | 13† | 14  | 8   | 7   | 10  | 12  | 10  | 18† | ki  | 11  | 3   | 15  | 6   | 10  | 12  | 6   | 11  | 7   | 11  | 13  | 120  |
| 6.  | Alpine-Renault        | 31         | ki  | 8   | 14† | 15  | 9   | 3   | 8   | 8   | 14  | ki  | ki  | 8   | 10  | ki  | ki  | 9   | 7   | ki  | 10  | 10  | 4   | 12  | 120  |
| 7.  | Williams-Mercedes     | 2          | 12  | 16  | 16† | 16  | 20  | 18  | 20  | ki  | 13  | 11  | 18† | 17  | ki  | 13  | 14  | ki  | ki  | 10  | 16† | 11  | 16  | 16  | 28   |
| 7.  | Williams-Mercedes     | 23         | 10  | ki  | ki  | 12  | 14  | 14  | 16  | 7   | 11  | 8   | 11  | 14  | 8   | 7   | 11  | ki  | 13  | 9   | 9   | ki  | 12  | 14  | 28   |
| 8.  | AlphaTauri-Honda RBPT | 3          |     |     |     |     |     |     |     |     |     |     | 13  | 16  | vi  |     |     |     |     | 15  | 7   | 13  | 14  | 11  | 25   |
| 8.  | AlphaTauri-Honda RBPT | 21         | 14  | 14  | 15† | ki  | 18  | 12  | 14  | 18  | 17  | 17  |     |     |     |     |     |     |     |     |     |     |     |     | 25   |
| 8.  | AlphaTauri-Honda RBPT | 22         | 11  | 11  | 10  | 10  | 11  | 15  | 12  | 14  | 19  | 16  | 15  | 10  | 15  | ni  | ki  | 12  | 15  | 8   | 12  | 9   | 18† | 8   | 25   |
| 8.  | AlphaTauri-Honda RBPT | 40         |     |     |     |     |     |     |     |     |     |     |     |     | 13  | 11  | 9   | 11  | 17  |     |     |     |     |     | 25   |
| 9.  | Alfa Romeo-Ferrari    | 24         | 16  | 13  | 9   | ki  | 16  | 13  | 9   | 16  | 12  | 15  | 16  | 13  | ki  | 14  | 12  | 13  | 9   | 13  | 14  | ki  | 15  | 17  | 16   |
| 9.  | Alfa Romeo-Ferrari    | 77         | 8   | 18  | 11  | 18  | 13  | 11  | 19  | 10  | 15  | 12  | 12  | 12  | 14  | 10  | ki  | ki  | 8   | 12  | 15  | ki  | 17  | 19  | 16   |
| 10. | Haas-Ferrari          | 20         | 13  | 10  | 17† | 13  | 10  | 19† | 18  | 17  | 18  | ki  | 17  | 15  | 16  | 18  | 10  | 15  | 14  | 14  | ki  | ki  | 13  | 20  | 12   |
| 10. | Haas-Ferrari          | 27         | 15  | 12  | 7   | 17  | 15  | 17  | 15  | 15  | ki  | 13  | 14  | 18  | 12  | 17  | 13  | 14  | 16  | 11  | 13  | 12  | 19† | 15  | 12   |

### Időmérő edzések/Sprintversenyek
Színmagyarázat:
| Helyezés | Pole pozíció | A Q3-ba jutott | Kiesett a Q2-ben | Kiesett a Q1-ben | Nem kvalifikált | Nem vett részt |
| -------- | ------------ | -------------- | ---------------- | ---------------- | --------------- | -------------- |
| Színkód  | 1.           | 2–10.          | 11–15.           | 16–20.           | nk              | ni             |

| #   | Versenyző        | Rajt- szám | BHR | KSA | AUS | AZE | AZE    | MIA | MON | ESP | CAN | AUT | AUT    | GBR | HUN | BEL | BEL    | NED | ITA | SIN | JPN | QAT | QAT    | USA | USA    | MXC | SAP | SAP    | LVS | ABU |
| #   | Versenyző        | Rajt- szám | Q   | Q   | Q   | Q   | Sprint | Q   | Q   | Q   | Q   | Q   | Sprint | Q   | Q   | Q   | Sprint | Q   | Q   | Q   | Q   | Q   | Sprint | Q   | Sprint | Q   | Q   | Sprint | Q   | Q   |
| --- | ---------------- | ---------- | --- | --- | --- | --- | ------ | --- | --- | --- | --- | --- | ------ | --- | --- | --- | ------ | --- | --- | --- | --- | --- | ------ | --- | ------ | --- | --- | ------ | --- | --- |
| 1.  | Max Verstappen   | 1          | 1   | 15  | 1   | 2   | 3      | 9   | 1   | 1   | 1   | 1   | 1      | 1   | 2   | 1†  | 1      | 1   | 2   | 11  | 1   | 1   | 2      | 6   | 1      | 3   | 1   | 1      | 3   | 1   |
| 2.  | Sergio Pérez     | 11         | 2   | 1   | nk  | 3   | 1      | 1   | 20  | 11  | 12  | 15  | 2      | 16  | 9   | 3   | 19     | 7   | 5   | 13  | 5   | 13  | 18     | 9   | 5      | 5   | 9   | 3      | 12  | 9   |
| 3.  | Fernando Alonso  | 14         | 5   | 3   | 4   | 6   | 6      | 2   | 2   | 9   | 3   | 7   | 5      | 9   | 8   | 9   | 20     | 5   | 10  | 7   | 10  | 4   | 8      | 17  | 13     | 13  | 4   | 11     | 10  | 7   |
| 4.  | Lewis Hamilton   | 44         | 7   | 8   | 3   | 5   | 7      | 13  | 6   | 5   | 4   | 5   | 10     | 7   | 1   | 4   | 7      | 13  | 8   | 5   | 7   | 3   | 5      | 3   | 2      | 6   | 5   | 7      | 11  | 11  |
| 5.  | Carlos Sainz Jr. | 55         | 4   | 5   | 5   | 4   | 5      | 3   | 5   | 2   | 8†  | 3   | 3      | 5   | 11  | 5   | 4      | 6   | 1   | 1   | 6   | 12  | 6      | 4   | 6      | 2   | 8   | 8      | 2†  | 16  |
| 6.  | George Russell   | 63         | 6   | 4   | 2   | 11  | 4      | 6   | 8   | 12  | 5   | 11  | 8      | 6   | 18  | 8   | 8      | 3   | 4   | 2   | 8   | 2   | 4      | 5   | 8      | 8   | 6†  | 4      | 4   | 4   |
| 7.  | Charles Leclerc  | 16         | 3   | 2†  | 7   | 1   | 2      | 7   | 3   | 19  | 11  | 2   | 12     | 4   | 6   | 2   | 5      | 9   | 3   | 3   | 4   | 5   | 13     | 1   | 3      | 1   | 2   | 5      | 1   | 2   |
| 8.  | Lance Stroll     | 18         | 8   | 6   | 6   | 9   | 8      | 18  | 14  | 6   | 13† | 6   | 4      | 12  | 14  | 10  | 11     | 11  | 20  | 20  | 17  | 17  | 15     | 19  | 20     | 18  | 3   | 12     | 14† | 13  |
| 9.  | Lando Norris     | 4          | 11  | 19  | 13  | 7   | 17     | 16  | 10  | 3   | 7   | 4   | 9      | 2   | 3   | 7   | 6      | 2   | 9   | 4   | 3   | 10  | 3      | 2   | 4      | 19  | 7   | 2      | 16  | 5   |
| 10. | Pierre Gasly     | 10         | 20  | 10  | 9   | 19  | 13     | 5   | 7   | 4   | 17  | 9   | 15     | 10  | 15  | 12  | 3      | 12  | 17  | 12  | 12  | 7   | 9      | 7   | 7      | 11  | 13† | 13     | 5   | 10  |
| 11. | Nico Hülkenberg  | 27         | 10  | 11  | 10  | 17  | 15     | 12  | 18  | 8   | 2†  | 8   | 6      | 11  | 10  | 20  | 17     | 15  | 13  | 9   | 18  | 15  | 16     | 16  | 15     | 12  | 11  | 18     | 13  | 8   |
| 12. | Esteban Ocon     | 31         | 9   | 7   | 11  | 12  | 18     | 8   | 4   | 7   | 6   | 12  | 7      | 13  | 12  | 15  | 9      | 17  | 18  | 8   | 14  | 8   | 17     | 8   | 11     | 16  | 12† | 14     | 17  | 12  |
| 13. | Valtteri Bottas  | 77         | 12  | 14  | 19  | 14  | 16     | 10  | 15  | 16  | 15  | 14  | 20     | 15† | 7   | 14  | 13     | 19  | 14  | 16  | 16  | 9   | 10     | 13  | 16     | 9   | 18  | 19     | 8   | 18  |
| 14. | Oscar Piastri    | 81         | 18  | 9   | 16  | 10  | 10     | 19  | 11  | 10  | 9   | 13  | 11     | 3   | 4   | 6   | 2      | 8   | 7   | 17  | 2   | 6   | 1      | 10  | 10     | 7   | 10  | 10     | 19  | 3   |
| 15. | Csou Kuan-jü     | 24         | 13  | 12  | 17  | 16  | 12     | 14  | 19  | 13  | 20  | 17  | 19     | 18  | 5   | 17  | 15     | 16  | 16  | 19  | 19  | 20  | 14     | 12  | 17     | 10  | 20  | 17     | 18  | 19  |
| 16. | Cunoda Júki      | 22         | 14  | 16  | 12  | 8   | 19     | 17  | 9   | 15  | 16† | 16  | 16     | 17  | 17  | 11  | 18     | 14† | 11  | 15  | 9   | 11  | 11     | 11  | 14     | 15  | 16  | 6      | 20  | 6   |
| 17. | Kevin Magnussen  | 20         | 17  | 13  | 14  | 18  | 11     | 4   | 17  | 17  | 14  | 19  | 14     | 20  | 19  | 13† | 14     | 18  | 19  | 6   | 15  | 19  | 12     | 14  | 18     | 17  | 14  | 16     | 9   | 17  |
| 18. | Alexander Albon  | 23         | 15  | 17  | 8   | 13  | 9      | 11  | 13  | 18  | 10  | 10  | 13     | 8   | 16  | 16  | 12     | 4   | 6   | 14  | 13  | 14  | 7      | 18  | 9      | 14  | 15  | 15     | 6   | 14  |
| 19. | Logan Sargeant   | 2          | 16  | nk  | 18  | 15  | ni     | 20  | 16  | 20  | 19  | 18  | 18     | 14  | 20  | 18  | 16     | 10  | 15  | 18  | 20  | 16  | 19     | 20  | 19     | 20  | 19  | 20     | 7   | 20  |
| 20. | Nyck de Vries    | 21         | 19  | 18  | 15  | nk  | 14     | 15  | 12  | 14  | 18  | 20  | 17     | 19  |     |     |        |     |     |     |     |     |        |     |        |     |     |        |     |     |
| 21. | Daniel Ricciardo | 3          |     |     |     |     |        |     |     |     |     |     |        |     | 13  | 19  | 10     | sér | sér | sér | sér | sér | sér    | 15  | 12     | 4   | 17  | 9      | 15  | 15  |
| 22. | Liam Lawson      | 40         |     |     |     |     |        |     |     |     |     |     |        |     |     |     |        | 20  | 12  | 10  | 11  | 18  | 20     |     |        |     |     |        |     |     |

Megjegyzés: A helyezések a világbajnokság pontversenyében elfoglalt pozíciót jelentik. A táblázatban az időmérő edzésen és a sprintfutamon elért eredmények, nem pedig a végleges rajtpozíciók szerepelnek.
- † – A rajtpozíció változott az időmérő edzésen vagy a sprintfutamon elért helyezéshez képest (nem számítva egy másik versenyző hátrasorolásából következő előrelépést a rajtrácson). A részletekért lásd a futamok szócikkeit.

### Csapattársak egymás elleni eredményei
| Időmérő edzések/Sprintkvalifikációk | Időmérő edzések/Sprintkvalifikációk | Időmérő edzések/Sprintkvalifikációk | Időmérő edzések/Sprintkvalifikációk | Időmérő edzések/Sprintkvalifikációk | Csapat                | Versenyek | Versenyek        | Versenyek | Versenyek        | Versenyek |
| Rajtszám                            | Pilóta                              | Állás                               | Pilóta                              | Rajtszám                            | Csapat                | Rajtszám  | Pilóta           | Állás     | Pilóta           | Rajtszám  |
| ----------------------------------- | ----------------------------------- | ----------------------------------- | ----------------------------------- | ----------------------------------- | --------------------- | --------- | ---------------- | --------- | ---------------- | --------- |
| 1                                   | Max Verstappen                      | 20–2                                | Sergio Pérez                        | 11                                  | Red Bull              | 1         | Max Verstappen   | 18–2      | Sergio Pérez     | 11        |
| 16                                  | Charles Leclerc                     | 15–7                                | Carlos Sainz Jr.                    | 55                                  | Ferrari               | 16        | Charles Leclerc  | 8–6       | Carlos Sainz Jr. | 55        |
| 44                                  | Lewis Hamilton                      | 11–11                               | George Russell                      | 63                                  | Mercedes              | 44        | Lewis Hamilton   | 11–5      | George Russell   | 63        |
| 10                                  | Pierre Gasly                        | 14–8                                | Esteban Ocon                        | 31                                  | Alpine-Renault        | 10        | Pierre Gasly     | 5–10      | Esteban Ocon     | 31        |
| 81                                  | Oscar Piastri                       | 7–15                                | Lando Norris                        | 4                                   | McLaren-Mercedes      | 81        | Oscar Piastri    | 3–15      | Lando Norris     | 4         |
| 24                                  | Csou Kuan-jü                        | 6–16                                | Valtteri Bottas                     | 77                                  | Alfa Romeo-Ferrari    | 24        | Csou Kuan-jü     | 7–10      | Valtteri Bottas  | 77        |
| 14                                  | Fernando Alonso                     | 19–3                                | Lance Stroll                        | 18                                  | Aston Martin-Mercedes | 14        | Fernando Alonso  | 14–2      | Lance Stroll     | 18        |
| 20                                  | Kevin Magnussen                     | 8–14                                | Nico Hülkenberg                     | 27                                  | Haas-Ferrari          | 20        | Kevin Magnussen  | 7–8       | Nico Hülkenberg  | 27        |
| 21                                  | Nyck de Vries                       | 2–8                                 | Cunoda Júki                         | 22                                  | AlphaTauri-Honda      | 21        | Nyck de Vries    | 2–6       | Cunoda Júki      | 22        |
| 3                                   | Daniel Ricciardo                    | 3–4                                 | Cunoda Júki                         | 22                                  | AlphaTauri-Honda      | 3         | Daniel Ricciardo | 2–4       | Cunoda Júki      | 22        |
| 40                                  | Liam Lawson                         | 1–4                                 | Cunoda Júki                         | 22                                  | AlphaTauri-Honda      | 40        | Liam Lawson      | 2–1       | Cunoda Júki      | 22        |
| 2                                   | Logan Sargeant                      | 0–22                                | Alexander Albon                     | 23                                  | Williams-Mercedes     | 2         | Logan Sargeant   | 0–14      | Alexander Albon  | 23        |

Megjegyzés: Az időmérő edzéseken és a sprintfutamokon ha egy csapatból egyik pilóta sem tudta kvalifikálni magát a futamra, versenyeken pedig ha a csapat egyik vagy mindkét pilótája kiesett vagy helyezetlenül ért célba (továbbá ha a korábbi csapattárs helyett más pilóta volt a versenyző csapattársa a futamon), a verseny nem számít bele az egymás elleni állásba. Emiatt előfordul, hogy egyes csapatoknál a szezon végén nem jön ki mind a 22 verseny.

#### Csapatszínkódok
| Csapat  | Red Bull | Ferrari | Mercedes | Alpine | McLaren | Alfa Romeo | Aston Martin | Haas | AlphaTauri | Williams |
| ------- | -------- | ------- | -------- | ------ | ------- | ---------- | ------------ | ---- | ---------- | -------- |
| Színkód |          |         |          |        |         |            |              |      |            |          |